# متلازمة هالوبو سيمنز
داء هالوبو سيمنز (بالإنجليزية: Hallopeau–Siemens disease)‏ أو انحلال البشرة الفقاعي الحثلي المتنحي (بالإنجليزية: Recessive dystrophic epidermolysis bullosa)‏ أو نمط هالوبو سيمنز لانحلال البشرة الفقاعي (بالإنجليزية: Hallopeau–Siemens variant of epidermolysis bullosa)‏ هو مرض جلدي ناتج عن طفرة في مورثة مسؤولة عن النوع السابع من الكولاجين (COL7A1)، ويمتاز بظهور ندوب مؤلمة في الفم وتندب وصغر الشفاه.:601:558-9 وهو أحد أنواع انحلال البشرة الفقاعي الحثلي.
يحمل المرض اسم فرانسوا هنري هالوبو وهرمان فرنر سيمنز.